# 須雲川インターチェンジ
須雲川インターチェンジ（すくもがわインターチェンジ）は、神奈川県足柄下郡箱根町にある箱根新道のインターチェンジである。小田原方面との行き来のみのハーフICである。大型車は利用できない。

## 接続道路
- 神奈川県道732号湯本元箱根線（旧東海道）

## 周辺
旧東海道沿いにホテル・旅館が点在する。

## 隣
箱根新道
山崎IC -  須雲川IC - 芦ノ湖大観IC

## 歴史
- 1994年（平成6年）3月28日 - 奥湯本インターチェンジ新設工事として事業認定[1]。
- 1995年（平成7年）12月21日 - 工事終了[2]。
  - 12月22日 - 供用開始[3]。